# Desafío Europeo de Fórmula Renault
El Desafío Europeo de Fórmula Renault era un campeonato de Fórmula Renault que se disputó entre los años  1972  hasta  1977 en varios países de Europa. Se puede decir que la Eurocopa Formula Renault 2.0 es la continuación a este campeonato.

## Campeones
| Año                                | Piloto                         |
| Desafío Fórmula Renault Europa     | Desafío Fórmula Renault Europa |
| ---------------------------------- | ------------------------------ |
| 1977                               | Alain Prost                    |
| 1976                               | Didier Pironi                  |
| 1975                               | René Arnoux                    |
| Desafío Europeo de Fórmula Renault |                                |
| 1974                               | Didier Pironi                  |
| 1973                               | René Arnoux                    |
| 1972                               | Alain Cudini                   |

- Datos: Q3077580